# Уоллес, Марсия
Марсия Уоллес (англ. Marcia Wallace; 1 ноября 1942, Крестон, Айова — 25 октября 2013, Лос-Анджелес, Калифорния) — американская характерная актриса, лауреат премии «Эмми».

## Жизнь и карьера
Марсия Карен Уоллес родилась 1 ноября 1942 года в Айове и переехала в Нью-Йорк сразу после окончания колледжа, чтобы начать карьеру актрисы в театре. Она работала в нескольких местах чтобы свести концы с концами, а в 1968 году была принята в известную импровизационную комедийную труппу, после чего начала получать эпизодические роли в таких телесериалах как «Моя жена меня приворожила», «Семейка Брейди» и «Коломбо».
В 1972 году Марсия Уоллес получила роль Кэрол Кестер в комедийном сериале «Шоу Боба Ньюхарта». Шоу транслировалось на протяжении шести сезонов и завершилось в 1978 году, и актриса в последующие несколько лет была частым гостем в таких сериалах как «Лодка любви», «Остров фантазий», «Она написала убийство» и «Альф». В 1986 году она вышла за менеджера отеля Денниса Холи, и вскоре пара усыновила маленького ребёнка. Её муж умер от рака поджелудочной железы в июне 1992 года, а в 1985 году сама актриса была больна раком молочной железы, после чего стала активистом и помощником для больных этим заболеванием. После смерти мужа Уоллес столкнулась с финансовыми проблемами, а в 1995 году вдобавок ко всему её дом полностью сгорел при пожаре.
Начиная с 1990 года, Марсия Уоллес озвучивала Эдну Крабаппл в анимационном ситкоме «Симпсоны». В 1992 году она получила премию «Эмми» за лучшее озвучивание за свою работу в шоу. Она была номинирована на «Эмми» в категории «Лучшая приглашённая актриса в комедийном телесериале» за роль в ситкоме «Мерфи Браун» в 1994 году, а в последние годы была заметна в сериалах «Полный дом», «Провиденс», «Седьмое небо» и «Молодые и дерзкие».
Марсия Уоллес скончалась 25 октября 2013 года в Лос-Анджелесе из-за осложнений после рака молочной железы в возрасте 70 лет. После смерти Уоллес создатели «Симпсонов» умертвили и её персонажа, и посвятили её памяти 13-й эпизод 25-го сезона (вышел в ноябре 2013 г.).